# حادثة صفير
كانت حادثة الصفير أو حادثة دبي بمثابة عمل عسكري عام 1910 البريطانية ضد مهربي أسلحة مشتبه بهم متمركزين في دبي، إحدى إمارات الساحل المتصالح والآن إحدى الإمارات العربية المتحدة، والتي أسفرت عن قتال في الشوارع بين مواطني البلدة والجنود البريطانيين وبلغت ذروتها في قصف دبي بواسطة إتش إم إس صفير (1898) باستخدام مادة شديدة الانفجار الذخائر. وأدى الهجوم والقصف اللاحق إلى مقتل 37 من سكان مدينة دبي، بالإضافة إلى أربعة قتلى وخمسة جرحى من الجنود البريطانيين.

## تجارة السلاح في الخليج
كان تهريب الأسلحة تجارة مربحة في الخليج العربي في أواخر القرن التاسع عشر وأوائل القرن العشرين، وقد قدم البريطانيون إلى شيوخ الساحل المتصالح في المنطقة معاهدة تهدف إلى القضاء على التجارة في الأسلحة. 1902، العام الذي سبق تعيين كرزون عام 1903 نائبًا للملك دربار في الشارقة.
أدى العمل البحري البريطاني إلى تقليص التجارة بين مسقط وبلاد فارس، لكن هذا أدى فقط إلى استخدام الطرق الداخلية بدلاً من ذلك. وشقّت قطارات الجمال من مطرح في عمان طريقها إلى أبو ظبي ودبي والشارقة ومن هناك عبرت الخليج. كانت القوارب من قطر، على وجه الخصوص، تنقل كميات كبيرة من الأسلحة، مؤمنة تحت أعلام الفرنسية، إلى بلاد فارس. وكانت الأسلحة تشق طريقها أيضًا إلى قوات ابن سعود في المناطق الداخلية من الخليج، وكذلك إلى أفغانستان.
في عام 1901، أنشأ الشيخ مكتوم بن حشر آل مكتوم دبي كميناء حر، مع عدم فرض أي ضرائب على الواردات أو الصادرات، كما أعطى التجار الأراضي لبناء المستودعات والمؤسسات الأخرى. انتقل عدد من التجار إلى دبي من مدن ساحلية أخرى، وكذلك من مدينة لنجة الفارسية، بتشجيع من سياسات التجارة الحرة هذه وكذلك ضمانات الأمن والتسامح. وقد أضاف فرض الضرائب من قبل الحكومة الفارسية زخماً للهجرة الجماعية. كان تأثير سياسات مكتوم فوريًا، وقد ظهر ذلك من خلال تحركات البواخر التابعة لشركة بومباي وبلاد فارس للملاحة البخارية. ومن عام 1899 إلى عام 1901، كانت السفن البخارية التابعة للشركة تزور دبي خمس مرات سنويًا. في عام 1902، اتصلوا بواحد وعشرين مرة، وبعد ذلك أصبحت زياراتهم نصف شهرية. بحلول عام 1906، كانت هذه القوارب وحدها تتاجر بـ 70,000 طن من البضائع.
مع الطريق البري الجديد لـ البنادق والذخيرة، أصبح لدى التجار التجاريين والانتهازيين في دبي طريقًا جديدًا مربحًا.

## العمل البريطاني
حاول البريطانيون وقف المد التجاري عبر دبي، وفي 20 ديسمبر 1910، قام جون نواكس من أول بيناس المتمركز في دبي بزيارة الشيخ بطي بن سهيل آل مكتوم، حاكم دبي آنذاك منذ عام 1906، وطالب بتفتيش منزل في البلدة بحثاً عن أسلحة غير قانونية. كان بطي بن سهيل بطيئًا في الاستجابة وظل نواكس ينتظر لمدة ساعة قبل أن تغادر المجموعة منزل الحاكم وتتجه إلى المدينة، مما أدى إلى مزيد من التأخير بمجرد وصولهم. بحلول الوقت الذي فُتح فيه باب المنزل المعني، وجد نواكس الخزانة عارية، ولكن تشجع عندما أخبره عبد يُدعى سلطان أن الأسلحة التي كان يبحث عنها كانت مخبأة في مكان آخر، في منزل تاجر. يُدعى أحمد.

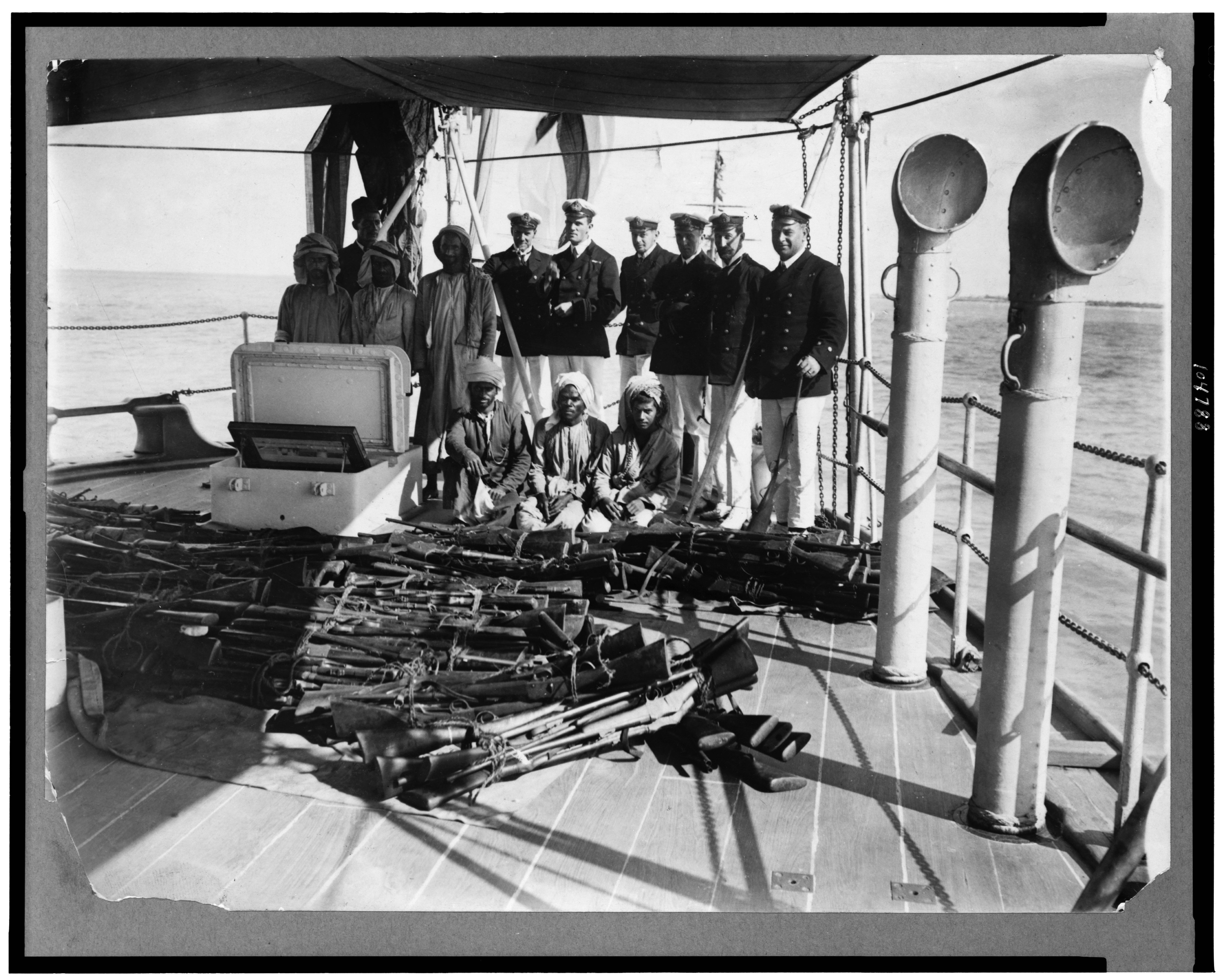
استسلمت البنادق على سطح السفينة إتش إم إس فوكس

عند وصوله إلى دبي في 23 ديسمبر 1910، قرر قبطان إتش إم إس صفير (1898) ‏، جيمس ديك، بإحاطة من نواكس، شن غارة فجرًا. في الصباح الباكر من يوم السبت 24 ديسمبر 1910، أرسل الكابتن ديك نواكس لإيقاظ حاكم دبي وتجهيزه للقاء ديك ورجاله. انطلق ديك نفسه من صفير في الساعة 5.30 صباحًا مع 100 رجل. عند وصوله إلى منزل الشيخ، أخبر والد الشيخ الكابتن ديك أن بطي بن سهيل لن يراه. نواكس، الذي وصل إلى منزل الحاكم في الساعة 5 صباحًا، رفض أيضًا. لم يضيع الكابتن ديك أي وقت آخر وذهب مع مجموعة الإنزال الخاصة به مباشرة إلى المنزل الذي بحث فيه نواكس قبل بضعة أيام. بعد العثور على أسلحة مدفونة في المنزل، ترك ديك الرائد مسؤولاً عن البحث وتوجه مع قوة من الرجال إلى منزل التاجر أحمد، حيث فتح الرجال على السطح النار على جنوده. رد رجال ديك بإطلاق النار واقتحموا المنزل وقاموا بنشر الحراس وفتشوا المبنى. وصل بطي بن سهيل إلى المنزل في الساعة 8 صباحًا، لكن حشدًا من الغوغاء كان قد تجمع أيضًا. وفي حوالي الساعة 8.20 صباحًا، اندلع إطلاق نار واسع النطاق وأطلقت القوة البريطانية وابلًا من الرصاص على الحشد المتزايد، واحتمت بمنزل أحمد.

### القصف بواسطة إتش إم إس "صفير"
حصرت إحدى المفارز البريطانية تحت نيران كثيفة من سكان البلدة وإريحت بإطلاق النار من بنادقها ذات الست بوصات على وسط المدينة المكتظ بالسكان. كانت السفينة البخارية المدرعة، "صفير"، قادرة على إطلاق 23 عقدة وتحمل بنادق إطلاق نار سريعة مقاس 6 بوصات، يطلق كل منها 45 كيلو الليديت معبأة شديدة الانفجار قذائف. في الساعة 8.45 صباحًا، ذكر الكابتن ديك أنه أرسل رسالة إلى الشيخ لوقف الرجال المحليين عن إطلاق النار، وهو ما امتثل له الشيخ، لكن إطلاق النار المتقطع استمر حتى حوالي الساعة 10 صباحًا. توقف لاستعادة جثة بحار قادر، ديك ولجأ حزبه إلى منزل الشيخ بطي بن سهيل قبل أن يعودوا إلى صفير تحت حمايته، وهم حشد كبير مسلح وغاضب يصطف في الشوارع.
وتكبدت القوة البريطانية خسائر بأربعة قتلى وتسعة جرحى. وتعليقًا على الحادث، أشار الأدميرال سليد، سكرتير الأميرالية، إلى أنه "يجب أن أصرح عن رأيي بأن سلوك كل من الضباط والرجال في السفينة هياسنث كان جديرًا بالثقة للغاية ولكن العمليات نفذت على عجل إلى حد ما". دون إيلاء الاعتبار الكافي للأحكام المسبقة وأفكار الشعوب الشرقية."
قُتل سبعة وثلاثون من سكان مدينة دبي، وأصيب عدد غير معروف.

### المطالب البريطانية
وضعت مجموعة من المطالب في أعقاب الحادث، والتي كان من المتوقع أن يلبيها الشيخ بطي بن سهيل آل مكتوم، بما في ذلك تنصيب وكيل بريطاني (وهو الطلب الذي قررت الهند أنه غير قابل للدعم) ودفع التعويضات. عرض حكام الشارقة وأم القيوين ودبي حول أسلحة وذخائر "الصفير". وأُشير إليهم أن السفينة كانت جاهزة للقصف إذا قرر بطي بن سهيل عدم الامتثال. وسلم بطي بن سهيل الـ400 بندقية المطلوبة، بالإضافة إلى 50 ألف روبية. لقد وافق على إنشاء "قطب مد" جديد لمساعدة السفن البريطانية في قياس عمق الخور وإنشاء مكتب تلغراف وبريد - وكلاهما مرغوب فيه لدى البريطانيين والتطورات التي قاومها سابقًا.
ونتيجة لهذا الحادث، ولقلق بطي بن سهيل البالغ، الذي كان يحاول بناء مينائه التجاري عن طريق جذب التجار لإقامة أعمالهم في دبي، غادر حوالي 150 تاجرًا المدينة، معظمهم من الفرس العاملين في تجارة الأسلحة.

## اللوم والتغطية الإعلامية
"الحادث الأخير،" كما أشار بيرسي كوكس، المقيم السياسي البريطاني، "كان بالطبع سيئ الحظ وقد نضطر إلى مواجهة تحريف الصحف." ووجهت بومباي اللوم إلى كوكس في 2 يناير/كانون الثاني. 1911: "حكومة الهند غير راضية عن الوضع الذي نشأ في دبي. تصرفات القائد لم تكن حكيمة وكان من المرجح أن تثير أعمال انتقامية." وأشار نائب الملك، كرزون، إلى أن "الشيء المعروض في الأصل لم يكن يستحق المخاطرة"، ووصف الأعمال الانتقامية بأنها "مرهقة" وحث كوكس على استعادة "العلاقات الودية بأقل تأخير ممكن".

تراجع كوكس: "أعتقد أن هذه ربما هي الحالة التي نقل فيها الإيجاز التلغرافي أو التعبير الخاطئانطباع خاطئ." اعترض في برقية إلى كرزون، الذي اعترض على الفكرة ذاتها - التي طرحها كوكس - المتمثلة في تثبيت عميل بريطاني في دبي تحت التهديد بقصف المدينة، كوكس، بيرسي رسالة إلى سكرتير حكومة الهند في وزارة الخارجية، 8 يناير 1911، ناهيك عن الغرامة البالغة 50 ألف روبية التي فرضها كوكس على بطي بن سهيل. "تايمز أوف إينديا'" تناولت مقالًا رفع في 31 ديسمبر 1910، والذي أشار إلى أن المزاج العام على الساحل كان أن الحظر البريطاني للشحن الذي كان يحدث كان موضع نظر السكان المحليين كمحاولة لنزع سلاح العرب وهو الشعور الذي أذكته الصحف المصرية وساعدته حقيقة أن البريطانيين كانوا يسمحون باستمرار التجارة في مسقط حتى عندما استولوا على المراكب الشراعية وأحرقوها في الخليج. وكما أشار تقرير التايمز:
"إنهم لا يرون سببًا يحول دون أن يكون ما يعتبر صلصة لإوزة مسقط صلصة لغندر دبي."
واتفق كرزون مع وجهة النظر هذه للرأي العام على الساحل. وتنتهي برقيته إلى كوكس بتعليمات للقوات البريطانية في المنطقة: "يجب أن يتم التوضيح بوضوح لرجال القبائل في دبي، كما هو الحال في أي مكان آخر، أنهم ليس لديهم أي نية لإضعاف استقلالهم، أو منع حيازتهم للأسلحة".
اضطر كوكس، تحت ضغط من الهند، إلى التخلي عن مخططه لمزيد من قصف دبي وتثبيت عميل بريطاني. "كان القصد فقط هدم الحصن ثم بعض المنازل النائية"، كما ادعى في برقية إلى بومباي.
إسقطت فكرة تنصيب عميل بريطاني في دبي بهدوء، وفي الواقع، لم تصبح حقيقة حتى عام 1954، عندما افتتحت الوكالة السياسية البريطانية في دبي، متجاوزة المقيمية البريطانية السابقة في الشارقة.